# Порт-Велл (канатна дорога)
41°22′16″ пн. ш. 2°10′21″ сх. д. / 41.3710038° пн. ш. 2.1724069° сх. д.
Порт-Велл (кат. Telefèric del Port or Aeri del Port, ісп. Teleférico del Puerto) — канатна дорога у Барселоні, Каталонія. Дорога перетинає Порт-Велл і стару гавань Барселони, сполучаючи пагорб Монжуїк з приморським передмістям Барселонета.
Канатна дорога вперше була відкрита в 1931 році і в основному є туристичною пам'яткою, завдяки якій можна побачити місто та порт. Дорогою керує «Teleféricos de Barcelona SA», і тому вона не відноситься до інтегрованої тарифної мережі Autoritat del Transport Metropolità (ATM).
Канатну дорогу Порт-Велл не варто плутати з канатною дорогою Монтжуїк, яка сполучає верхню кінцеву станцію фунікулера Монтжуїк із фортецею Монжуїк.

## Маршрут
Канатна дорога починається зі станції Мірамар на схилі пагорба Монтжуїк на висоті 57 м, проходить через вежу «Торре-Хауме I» висотою 107 м і закінчується на вежі «Торре Сант-Себастья» висотою 86 м, де відвідувачі спускаються ліфтом на вулиці Барселонети.
Під час подорожі відкривається прекрасний краєвид на Барселону, сусідню площу Порталь-де-ла-Пау з пам'ятником Колумбу, Порт-Велл з його Балеарськими поромами і Всесвітнім торговим центром, а також Барселонету з пляжами. Вежа «Торре-Хауме І» була найвищим пілоном підйомником у світі до відкриття у 1966 році канатної дороги Капрун III.

## Історія
Канатну дорогу відкрито до відкриття Міжнародної виставки у Барселоні 1929 року.
Air Rail San Sebastian — Miramar, SA була зареєстрована і отримала королівську ліцензію на будівництво та експлуатацію трамвая. Керівником проекту був Хуан Родрігес Рода.
Вежі були спроектовані архітектором Карлосом Буїгасом і побудовані Material para Ferrocarriles y Construcciones SA.
Рухомий склад був побудований Bleichert, на той час компанією зі всесвітньою репутацією, яка щойно завершила будівництво Aeri de Montserrat.
Ghjnt rjinjhbc був недооцінений, і трамвай відкрився лише 12 вересня 1931 року
.
Спочатку рухомий склад мав два потяги по два вагони.
Вагони прямували від кінцевих станцій до Торре-Хауме I і назад, маючи один тяговий трос на загальну довжину для переміщення всіх чотирьох вагонів.

Усі надії на комерційний успіх підприємства були зруйновані під час Великої депресії та громадянської війни в Іспанії (1936—1939).
Торре-Хауме I використовувався як дозорний і кулеметний пост.
Канатна дорога зазнала значних ушкоджень.
Один з двох уцілілих вагонів було передано Aeri de Montserrat, який знову почав працювати в 1940 році.
Були обговорення щодо повного демонтажу лінії.
Зрештою, Фрідріху Грюнделу, головному інженеру Bleichert під час будівництва, вдалося заснувати Teleféricos de Barcelona, SA.
В 1960 році Торре-Сант-Себастья знову було відкрито з новим рестораном на його вершині, а через два роки — Торре-Хауме I.
В 1963 році канатну дорогу знову відкривто лише з двома вагонами, що проїхали по всій довжині і через вершину Торре-Хауме I.
Після смерті Грюнделя власник декілька разів змінювався, комерційні доходи зменшувалися, а технічний стан погіршувався.
Уряд Барселони вирішив, в 1996 році реконструювати Порт-Велл і побудувати Всесвітній торговий центр.
Канатну дорогу також відремонтували, та її знову відкрили в 2000 році.

## Технічні деталі
Лінія має довжину 1303 м, з дистанціями 652 м та 651 м. Оригінальні вагони, які все ще використовуються, вміщують по 20 пасажирів та бортпровідника, не споряджена вага становить 1350 кг.
Канатна дорога була побудована компанією «Bleichert» за системою Блейхерта-Цуеґга з колійними тросами 45 мм і тяговим канатом 23 мм. Також є допоміжний трос 17 мм для невеликого службового вагона, який використовується для евакуації. Швидкість тросу становить 3 м/с, електродвигун розташований на станції Мірамар з натяжними противагами в Торре Сант-Себастіа.